# HD 179949
Gumala
Désignations
HD 179949, ou V5652 Sagittarii, est un système planétaire de la constellation du Sagittaire. Il est constitué d'une étoile (aussi appelée Gumala) et d'une planète géante (HD 179949 b ou Mastika).

## Situation et caractéristiques du système
Le système a environ la moitié de l'âge du système solaire. Il se situe à 27,478 ± 0,057 parsecs (89,621 ± 0,186 années-lumière) de la Terre.

## Objets membres
Les objets membres du système reçoivent des noms qui sont des « [t]ermes associés à des gemmes et pierres précieuses en langue malaise, ».

### HD 179949 a(Gumala)
HD 179949 est une étoile jaune-blanc de la séquence principale, plus précisément de type spectral F8 V. Elle est légèrement plus grande et massive que le Soleil, avec une masse de 1,181+0,039
 −0,026 masse solaire et un rayon de 1,22+0,05
 −0,04 rayon solaire.
L'étoile est brillante dans la proche infrarouge, avec une magnitude apparente de 4,936 ± 0,018 en bande K. En raison de la température effective de l'étoile, environ 6 260 kelvins (≈ 5 990 °C), son spectre infrarouge montre très peu de fortes raies d'aborption, ce qui en fait une cible idéale pour des observations à haute résolution spectrale de l'émission thermique.
HD 179949 est une étoile variable de type BY Draconis, sa magnitude variant entre 6,23 et 6,25 sur une période de 7,07 jours.
L'étoile a reçu le nom Gumala le 17 décembre 2019 dans le cadre de NameExoWorlds. Ce nom a été attribué par le Brunei. La citation de nommage est :

« Gumala est un mot malais qui désigne une pierre de bézoard magique trouvée dans des serpents, dragons, etc., »

### HD 179949 b(Mastika)
HD 179949 b est une planète géante qui ne transite pas devant son étoile. De la vapeur d'eau a été détectée dans son atmosphère. Sa vitesse radiale orbitale projetée a une amplitude KP de 145,2 ± 2,0 kilomètres par seconde (incertitude à 1 sigma). Son orbite a une inclinaison de 66,2+3,7
 −3,1 degrés. La planète a une masse de 0,963+0,036
 −0,031 masse jovienne. Les incertitudes dominantes sur ces valeurs sont la masse de l'étoile et le demi-grand axe de l'orbite de la planète.
La planète a reçu le nom Mastika le 17 décembre 2019 dans le cadre de NameExoWorlds. Ce nom a été attribué par le Brunei. La citation de nommage est :

« Mastika est un mot malais qui désigne une gemme/un joyau, une pierre précieuse, un bijou ou la plus jolie, la plus belle,. »